# Manismata
Manismata är en ort i Indonesien.   Den ligger i provinsen Kalimantan Barat, i den västra delen av landet, 600 km nordost om huvudstaden Jakarta. Manismata ligger 29 meter över havet och antalet invånare är 18 888.
Terrängen runt Manismata är platt. Runt Manismata är det mycket glesbefolkat, med 4 invånare per kvadratkilometer. Det finns inga andra samhällen i närheten. I omgivningarna runt Manismata växer i huvudsak städsegrön lövskog.